# Sidney Clarke

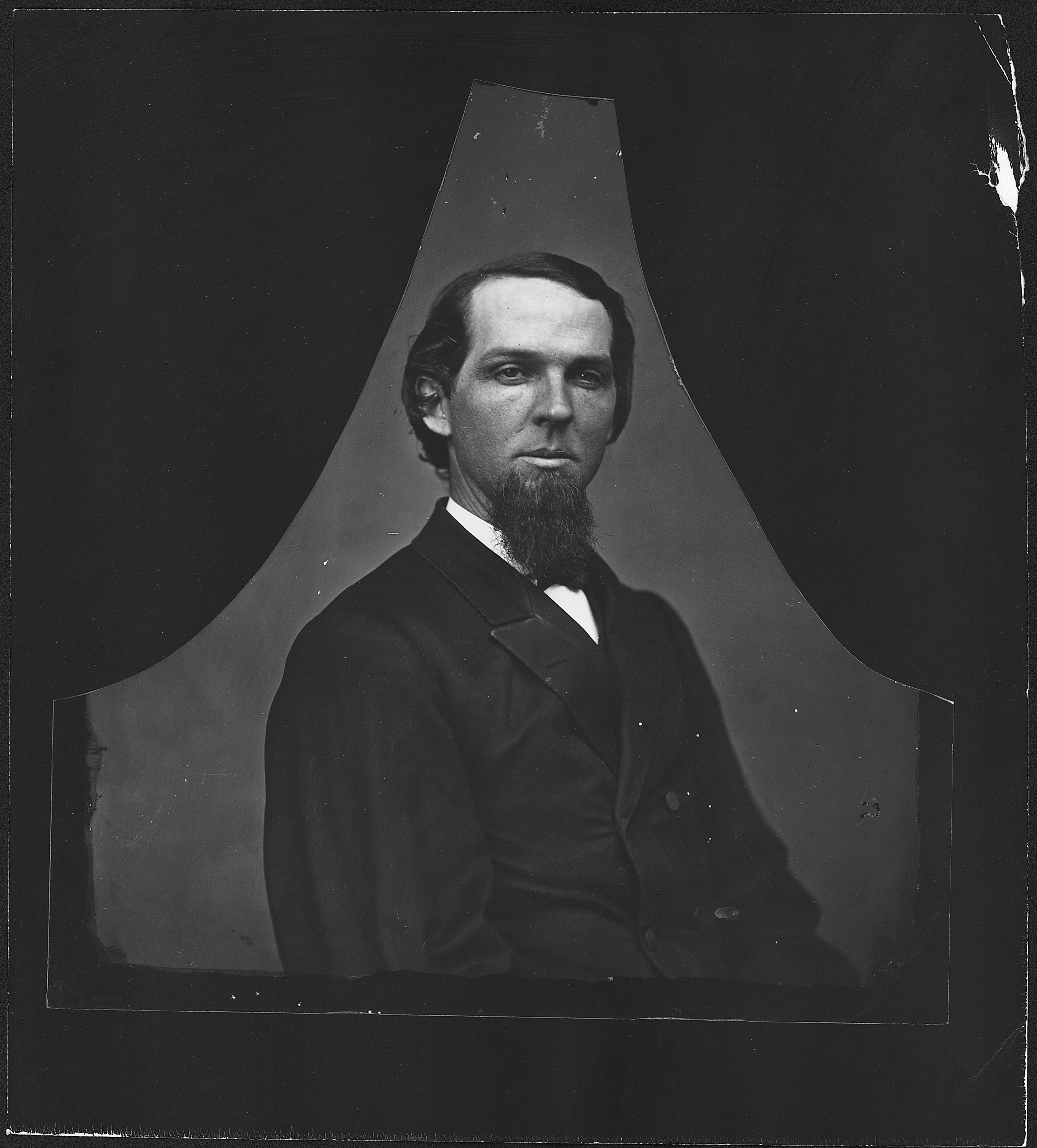
Sidney Clarke

Sidney Clarke (* 16. Oktober 1831 in Southbridge, Worcester County, Massachusetts; † 18. Juni 1909 in Oklahoma City, Oklahoma) war ein US-amerikanischer Politiker. Zwischen 1865 und 1871 vertrat er den Bundesstaat Kansas im US-Repräsentantenhaus.

## Werdegang
Sidney Clarke besuchte die öffentlichen Schulen seiner Heimat. Im Jahr 1854 gab er die Zeitung "Southbridge Press" heraus. 1859 zog er nach Lawrence im Kansas-Territorium. Beim Ausbruch des Bürgerkrieges meldete er sich als Freiwilliger. Bis zum Ende des Kriegs stieg er bis zum Hauptmann der Militärpolizei auf. Er war deren stellvertretender Chef für den Bereich von Kansas, Nebraska, Colorado, North Dakota und South Dakota.
Clarke war Mitglied der Republikanischen Partei. Bei den Kongresswahlen des Jahres 1864 wurde er als deren Kandidat in das US-Repräsentantenhaus in Washington, D.C. gewählt, wo er am 4. März 1865 die Nachfolge von Abel Carter Wilder antrat. Nach zwei Wiederwahlen konnte er bis zum 3. März 1871 insgesamt drei Legislaturperioden im Kongress absolvieren. Von 1869 bis 1871 war er Vorsitzender des Indianerausschusses.
Da er bei den Wahlen des Jahres 1870 nicht bestätigt wurde, schied Clarke im März 1871 aus dem Kongress aus. Im Jahr 1879 wurde er in das Repräsentantenhaus von Kansas gewählt, dessen Präsident er wurde. 1889 zog Clarke nach Oklahoma City im Indianer-Territorium, wo er sich am Eisenbahngeschäft beteiligte. Im Jahr 1891 wurde er Mitglied des Ausschusses, der die Staatsgründung von Oklahoma vorbereitete. Von 1898 bis 1902 war er Mitglied im Regierungsrat des Oklahoma-Territoriums. Sidney Clarke starb am 18. Juni 1909 in seiner neuen Heimatstadt Oklahoma City.